# Heinrich Hofmann (malarz)
Heinrich Johann Michael Ferdinand Hofmann (ur. 19 marca 1824 w Darmstadt, zm. 23 czerwca 1911 w Dreźnie) – niemiecki malarz i ilustrator.

## Życiorys
Heinrich Hofmann dorastał w rodzinie o zainteresowaniach artystycznych. Jego ojciec, publicysta i adwokat Heinrich Karl Hofmann (1795–1845), malował akwarele, jego matka Sophie Hofmann, z d. Volhard (1798–1854) przed ślubem prowadziła zajęcia artystyczne, utalentowani byli również jego czterej bracia. Jednakże tylko Heinrich jako jedyny z całej rodziny uczynił malarstwo swoim źródłem zarobkowania. Był wujem malarza i grafika Ludwiga von Hofmanna.
Pierwsze lekcje plastyki pobierał u nadwornego grawera Ernsta Raucha w Darmstadt. W 1842 roku dostał się na Akademię Sztuk Pięknych w Düsseldorfie i tam uczył się w klasie malarstwa Theodora Hildebrandta. Później należał do zespołu pracowni Wilhelma von Schadow, gdzie stworzył swoje pierwsze ważne dzieło – scenę z życia króla Alboina.
Następnie wyjechał na studia do Holandii i Francji. W 1846 Hofmann studiował na Akademii Sztuk Pięknych w Antwerpii. Później po długim pobycie w Monachium powrócił do Darmstadt w 1848 roku i rozpoczął intensywny okres portretowania. Dzięki działalności politycznej jego rodziny miał dostęp do wpływowych osobistości. W tym czasie namalował dwa portrety Heinricha von Gagerna i jeden Justusa von Liebiga (portret Justusa von Liebiga stał się własnością królowej Anglii Elżbiety II). Hofmann udał się do Drezna w 1851 roku w celu utworzenia galerii obrazów. W 1853 roku wyjechał do Pragi, gdzie namalował portret Dr. Beera, wielkiego mistrza bractwa krzyżowców.
W 1853 Hofmann powrócił do Darmstadt. Na początku roku 1854 zmarła jego ukochana matka. Jej śmierć głęboko go poruszyła i zainspirowała do namalowania pierwszego ważnego dzieła o tematyce religijnej: „Grablegung Christi”.
Jesienią 1854 wyruszył do Włoch. Pierwszy dłuższy pobyt w Wenecji wykorzystał do studiowania dzieł Giorgione, Belliniego i Giotto (w pobliskiej Padwie). Po dwumiesięcznym pobycie we Florencji w styczniu 1855 Hofmann udał się do Rzymu. Prowadził w tym okresie intensywną korespondencję z rodziną oraz szczegółowy pamiętnik co daje wgląd w jego twórczość. Zachwycił się dziełami starożytności, chrześcijaństwa i renesansu.
Wkrótce po przybyciu do Rzymu został przedstawiony Peterowi von Corneliusowi i często bywał u niego jako gość. Gdy w roku 1854 rozpoczął prace nad obrazem „Die Gefangennehmung Christi”, wzbudził zainteresowanie Corneliusa, który przez cztery lata doradzał Hofmannowi. Obraz został ukończony w roku 1858 i zakupiony przez książęcą Gemäldegalerie w Darmstadt.
Hofmann powrócił do Darmstadt w 1858 roku. Tam w następnym roku poślubił Elisabeth Werner. Małżeństwo pozostało bezdzietne.
Ponownie zajął się portretowaniem. W tym czasie stworzył także duży ołtarz dla kościoła w Obermörlen (Hesja): „Madonna mit dem Christkind und Paulus und Petrus”. Nieco później powstał ołtarz kościoła w Væggerløse na Falsterze (Dania): „Auferstandener Christus”.
W roku 1862 Hofmannowie przenieśli się do Drezna. W 1870 Heinrich Hofmann został mianowany następcą profesora Johanna Karla Ulricha Bähra na Akademii Sztuk Pięknych w Dreźnie, której był już członkiem honorowym. W 1872 roku został odznaczony Złotym Medalem Orderu Alberta przez króla Jana, a później przez króla Alberta. W roku 1891 zmarła jego żona, a on sam wkrótce potem przeszedł na emeryturę zajmując się życiem prywatnym. Z jego listów wiadomo, że aż do swojej śmierci 23 czerwca 1911 tworzył kolejne dzieła.
Do najbardziej znanych prac Hofmanna należą cztery obrazy należące do Riverside Church w Nowym Jorku. Są to: „Christus und der reiche Jüngling”, „Christus in Gethsemane”, „Der Jesusknabe im Tempel” i „Bildnis Christi”. Według Riverside Church obraz „Christus in Gethsemane” jest prawdopodobnie najczęściej kopiowanym obrazem na świecie.
Obrazy religijne Hofmanna w dalszym ciągu cieszą się dużą popularnością. Jest to spowodowane również dzięki publikacji jego obrazów i szkiców dotyczących tematu życia Jezusa i biblijnej interpretacji „The Second Coming of Christ” autorstwa hinduskiego filozofa i nauczyciela jogi Paramahansy Joganandy.

## Twórczość

### Obrazy
- König Alboin, 1845

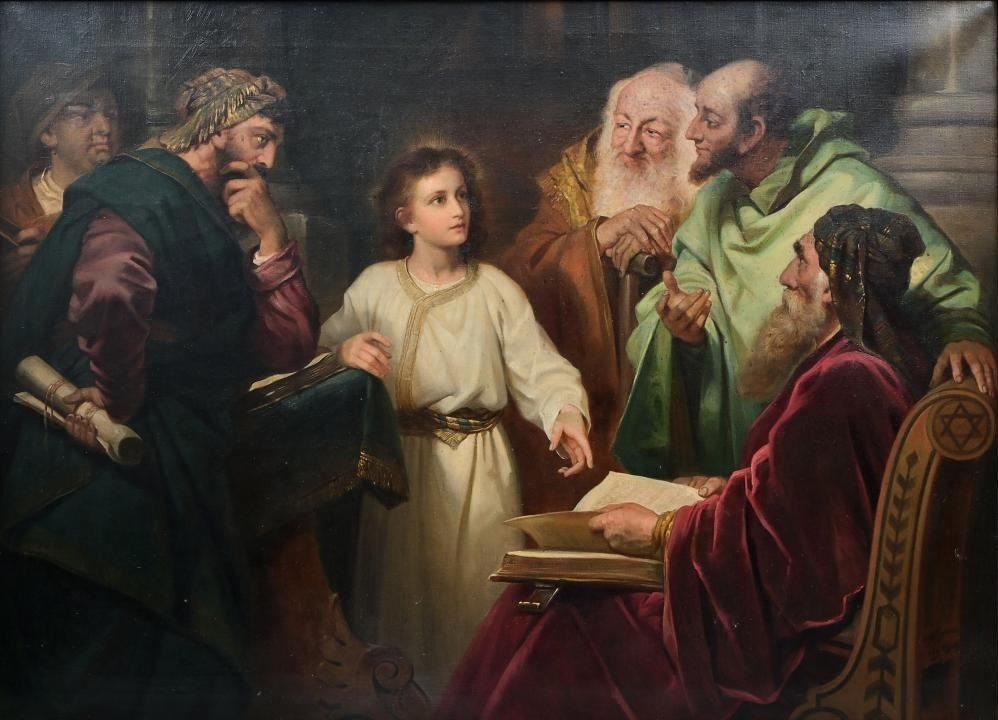
Der zwölfjährige Jesus im Tempel (1884)

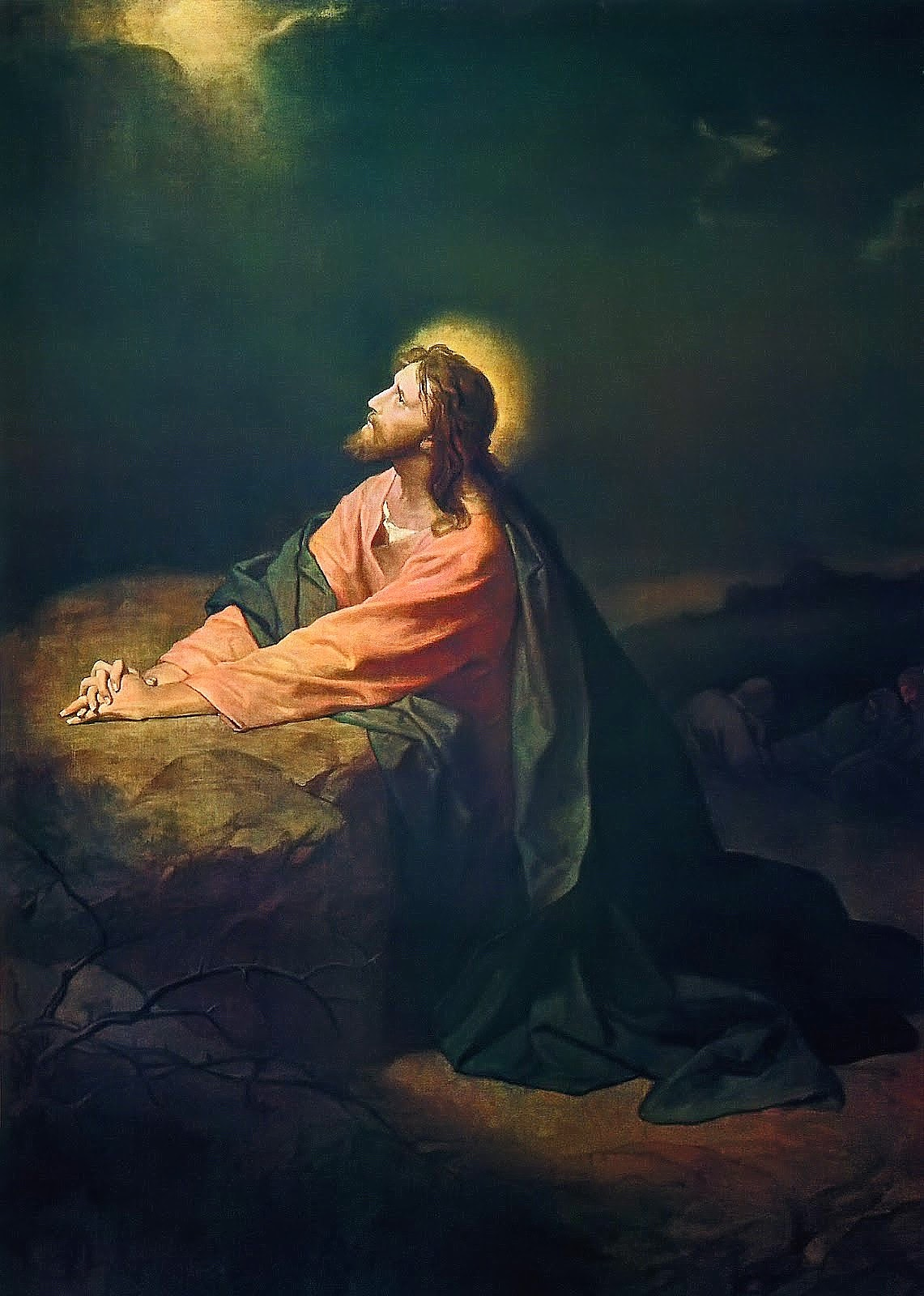
Christus in Gethsemane (1890)

- Heinrich von Gagern, dwa portrety, 1848
- Peter von Cornelius, portret, ok. 1850, Institut Mathildenhöhe, Darmstadt
- Selbstbildnis, Institut Mathildenhöhe, Darmstadt
- Der Bildhauer Ernst Hähnel, 1852, Gemäldegalerie Neue Meister, Drezno
- Gefangennahme Christi, 1858, Hessisches Landesmuseum Darmstadt
- Altarbild für Kirche in Obermörlen (Hesja), 1860
- Altarbild für Kirche in Vaeggerlose, (Dania), 1867
- Die Ehebrecherin vor Christo, 1868, Drezno, Gemäldegalerie Neue Meister
- Christus predigt am See Genezareth, 1875, Nationalgalerie Berlin, Leihgabe an das Landeskirchenamt in Kassel, zniszczony podczas II wojny światowej
- Verlobung des Prinzen Albrecht von Wettin mit Zedena v. Böhmen, Wandgemälde, 1878, Albrechtsburg, Meißen
- Großes Deckengemälde im Hoftheater in Dresden: Apotheose der Helden des griechischen Dramas, 1876
- Der Jesusknabe im Tempel (oryginał), 1881, Gemäldegalerie Neue Meister, Drezno
- Der Jesusknabe im Tempel (kopia, w pracowni Hofmanna, pod jego kierownictwem, a częściowo jego ręką), 1882, Riverside Church, Nowy Jork
- Der zwölfjährige Jesus im Tempel, (kopia), 1884, Kunsthalle Hamburg
- Christus bei Maria und Martha, 1888, zbiory prywatne, Los Angeles
- Christus und der reiche Jüngling, 1889, Riverside Church, Nowy Jork
- Christus in Gethsemane, 1890, Riverside Church, Nowy Jork
- Bildnis Christi, die Linke wie zum Segnen erhebend, 1894, Riverside Church, Nowy Jork

### Wystawy
- Gedenke mein: Ein Weihgeschenk für christliche Familien. 12 Zeichnungen aus dem Leben des Heilandes. Monachium: Ackermann 1886
- Kommet zu mir! Bilder aus dem Leben des Heilandes; Festgabe für Christliche Familien. Wrocław 1887
- Friede sei mit Euch: Bilder aus dem Leben des Heilands. Monachium [u. a.]: Hanfstaengl 1898

### Ilustracje
- Shakespeare-Galerie: Charaktere und Scenen aus Shakespeare's Dramen. Gezeichnet von Max Adamo, Heinrich Hofmann u. a. Sechsunddreissig Blätter in Stahlstich, gestochen von Bankel, Goldberg u. a. Mit erläuterndem Text von Friedrich Pecht. Lipsk: Brockhaus 1870.
- Das Neue Testament unsers Herrn und Heilandes Jesu Christi. Nach D. Martin Luthers Übersetzung. Mit 15 Vollbildern in Lichtdr. v. Heinrich Hofmann. Lipsk: Hinrichs 1893